# Мвонга Нсемба
Мвонга Нсемба (д/н — 1870) — 7-й мвата-казембе (володар) держави Казембе в 1862—1870 роках.

## Життєпис
Син Нсемби, який в свою чергу був сином Мвонги — першої дружини Нгонду Білонди, 1-го мвати-казембе. Точно народження Нсемби є суперечливою: за поширеню версією він був сином Каюби, що не належав до знатного роду лунди. Але висловлюється версія, що він все ж був сином Білонди. Нсемба отримав ститус кіоло (місцевого намісника) Каомбе.
Мвонга народився в Каомбве, але згодом зумів придбати землі на плато Чишинга, змінивши після цього ім'я на Сункуту. Згодом став вважатися впливовим вождем (мамбо), успадкувавши від батька титул кілоло, що дало змогу засідати в вищій раді.
1854 року після смерті Капунго Мвонго Мфвани спробував посісти трон Казембе, але наштовхнувся на спротив знаті. Тому повернувся до Чишинги. Лише після смерті Чин'янта Мунони в 1862 році після деяких суперечок обирається новим мватою. Луквеза Мпанга, що був іншим претендентом на трон, втік до Чіпілі Чіпіоки, нсами (вождя) держави Табва (біля оз. Танганьїка). Невдовзі там зосередилися супротивники Мвонги. Спроба його знищити ворога біля Ітабви зазнала невдачі.
Водночас давній супротивник Мсірі повністю захопив важливу область у міжріччі Луфіра й Бункея. Мвата 1867 року відправив проти нього військо на чолі із Лубабілою, якого названо його небожем. Проте армія Казембе зазнала цілковитої поразки, внаслідок чого було втрачено владу на васальними вождествами між річкою Луалаба та гірським хребтом Кунделунгу.
У відповідь Муонга намагався відродити державну торгівельну монополію, при цьому підозрював найвпливовішого торгівця-суахілі Мухаммада ібн Салеха у змові. Тому наказав того вбити, а його майно, крам і гроші конфіскувати. Захопленні торгівцем Тіппу Тіпом держави Табва призвело до заборони суахілі торгувати в Казембе. До 1869 року між загонами Казембе і коаліції Тіппу тіпа й Мсірі відбувалися постійні збройні сутички.
Зрештою почалася відкрита війна, але у вирішальній битві на річці Калунгвіші армія Мвонги була переможена, він сам намагався втекти, але був схоплений та вбитий загоном ньямвезі, відправленим Тіпу. Трон в Казембе захопив Чинконколе Кафуті, син мвати Каньємбо Келека Маї.